# Heizhaube

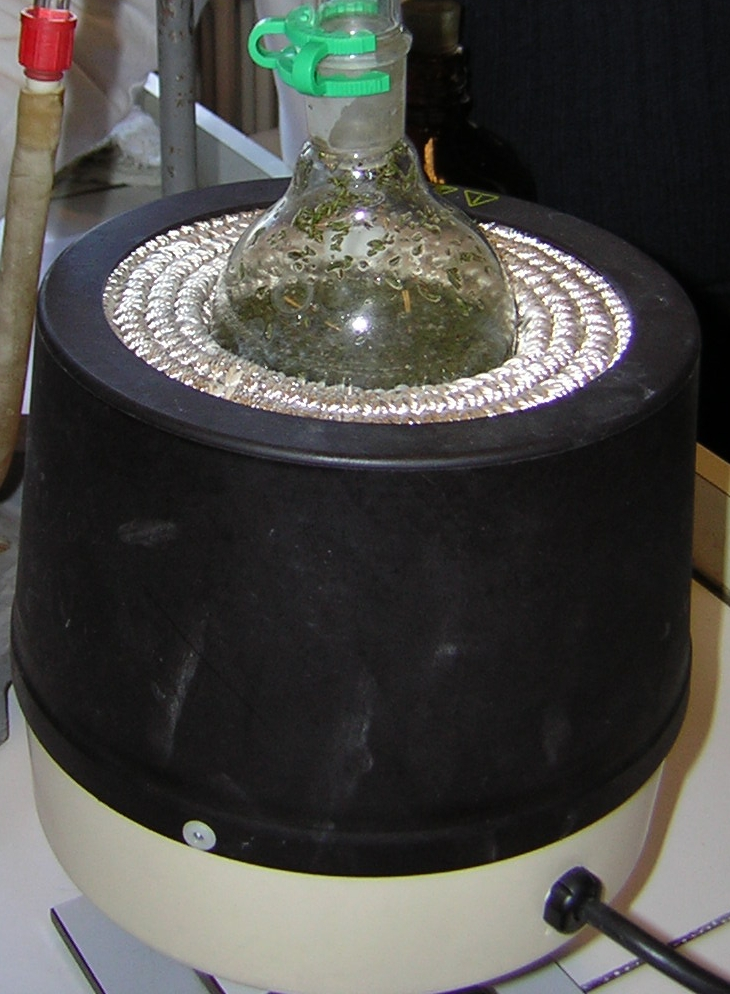
Laborheizhaube

Heizhauben, oder Heizpilze, sind meist halbkugelförmige Heizmäntel aus Glasseide mit eingehäkelten Heizleitern. Man unterscheidet Laborheizhauben und Industrieheizhauben je nach Anwendung und Größe der zu temperierenden Gefäße.

## Laborheizhaube
Laborheizhauben werden im Laborjargon auch  Heizpilze genannt. Diese Bezeichnung stammt vom Markennamen "PILZ", der sich als Gattungsname für Laborheizhauben erhalten hat.
Sie dienen im meist chemischen Labor der Erwärmung des Inhaltes von Rundkolben mit einem Volumen von 50 ml bis zu 20 l. Da es beim Zerspringen des Kolbens zu Bränden und Kurzschlüssen kommen kann, sollten Heizhauben nur zusammen mit Fehlerstromschutzschaltern verwendet werden. Heute sind Geräte im Handel, bei denen die Heizelemente gegenüber auslaufenden Flüssigkeiten isoliert sind. Wenn eine brennbare Flüssigkeit im Glaskolben mit einer Heizhaube erwärmt werden soll, ist zum vorbeugenden  Brandschutz eine durchgängige Überwachung empfehlenswert.

## Industrieheizhaube
Die Industrieheizhaube ist ein Heizgerät zum Beheizen von Glaskolben zum Beispiel in Bereichen der Pharma-, Chemie- und Metallrecyclingindustrie, um chemische und biologische Reaktionen oder Destillationsverfahren zu realisieren. Sie werden in den Größen 10–200 Liter hergestellt und in  Technikum und Produktion eingesetzt. Die Heizmäntel sind mechanisch durch einen stabilen Tragkorb verstärkt. In der Regel sind vier Augenschrauben als Montagehalterung mit einem Tragring beweglich verbunden und dienen als Einbauhalterung.
Marktübliche Industrieheizhauben werden mit bis zu fünf Heizzonen gefertigt. Um Verspannungen in den zu beheizenden Glaskolben zu vermeiden, gibt es auch Bauformen, bei denen in jeder Heizzone ein Thermoelement eingebaut ist, um die Temperatur jeder Heizzone einzeln zu messen, um in jeder Zone die Heizleistung getrennt zur regeln. Damit kann erreicht werden, dass auch bei sich änderndem Füllstand die Gefäßwand über dem Flüssigkeitsspiegel nicht überhitzt wird, was zu Schäden am Gefäß oder seinem innen eventuell in geringem Ausmaß anliegenden Inhalt führen könnte.